# Laura Haddock
Laura Jane Haddock (sinh ngày 21/8/1985) là nữ diễn viên người Anh Quốc. Cô được biết đến qua các vai Kacie Carter trong Honest, Lucrezia trong Da Vinci's Demons, Meredith Quill trong Guardians of the Galaxy và Guardians of the Galaxy Vol. 2, Viviane Wembly trong Transformers: The Last Knight.

## Thời thơ ấu
Sinh ra ở Enfield, Luân Đôn và lớn lên ở Harpenden, Hertfordshire (nơi cô theo học trường St George's), Cô rời trường ở tuổi 17 và chuyển tới Luân Đôn để học kịch. Cô được đào tạo tại trường giáo dục nghệ thuật ở Chiswick.

## Đời tư
Haddock kết hôn với diễn viên Sam Claflin vào tháng 7 năm 2013 sau khi hẹn hò trong hai năm. Vào ngày 5 tháng 11 năm 2015, tại The Hunger Games: Mockingjay - Phần 2 ra mắt tại Luân Đôn, tiết lộ rằng Claflin và Haddock đang trông đợi đứa con đầu lòng của họ. Haddock đã sinh con, một con trai Pip, vào ngày 10 tháng 12 năm 2015. Cặp đôi này chào đón một cô con gái vào tháng 1 năm 2018.